# 윌라 홀랜드
윌라 홀랜드(영어: Willa Holland, 1991년 6월 18일 ~ )는 미국의 배우, 성우 및 모델이다. 폭스 방송의 십대 드라마 《The O.C.》의 케이틀린 쿠퍼 역, The CW의 드라마 《가십걸》의 애그네스 앤드루스 역, 《킹덤 하츠》의 아쿠아 역, 《애로우: 어둠의 기사》의 테아 퀸 / 스피디 역으로 잘 알려져 있다.

## 어린 시절
홀랜드는 촬영 감독 키스 홀랜드와 배우 다넬 그리고리오-디팔마(Darnell Gregorio-De Palma)의 딸로 로스앤젤레스에서 태어났다. 어머니가 영화 감독 브라이언 드 팔마와 재혼하여 1995년부터 1997년까지 결혼 생활을 했다. 홀랜드는 브리애나 홀랜드(1988년생), 파이퍼 드 팔마(1996년생) 두 자매와 함께 자랐다. 홀랜드는 뜨기 시작하고 학교 친구들이 그녀가 연기를 한다는 것을 무시했기에 단 6주 동안만 팰리세이즈 채터 고등학교를 다녔다.

## 경력
7세 시절에 홀랜드는 뉴욕 햄턴스에 있는 양아버지의 이웃집에서 놀고는 했다. 그 이웃인 스티븐 스필버그는 가정용 비디오 카메라로 촬영을 했고 홀랜드의 부모에게 "그를 카메라 앞에 둬야 해."라고 말했다. 로스앤젤레스로 돌아온 그 해의 9월에 홀랜드는 7살의 나이에 포드 모델 에이전시와 계약을 맺었고, 바로 버버리 광고 촬영 계약을 맺었다. 그는 게스, 갭, 애버크롬비 & 피치, 랄프 로렌 모델로 활동했다.
다음 해인 1999년에 드 팔마는 홀랜드를 연기 에이전시에 데려갔다. 그 이후로 홀랜드는 많은 공익광고에 출연했다. 그가 10살 때인 2001년 동안에 《오디너리 매드니스》에서 촬영 감독인 친아버지와 같이 작업을 했다. 그는 2005년 폭스의 드라마 디 인사이드에 동료 모델 레이철 니컬스와 공동 주연으로 예정되어 있었으나 각본가 팀 마이니어가 그 계획을 재검토하면서 하차했다. 그는 셰일린 우들리를 대신하여, 《The O.C.》 시즌 3에서 초창기에는 조연 배역이었다가 시즌 4에서 정규 배역이 된 케이틀린 쿠퍼 역을 연기했다.

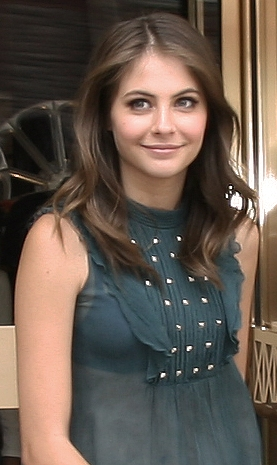
토론토 국제 영화제에서 모습

2007년 12월에 홀랜드는 독립 드라마 영화 《가든 파티》에 캐스팅되어 로스앤젤레스에서 성공하고 싶어하는 문제 투성이의 야망있는 십대 모델 애이프릴 역을 연기했다. 2008년 9월 The CW는 《The O.C.》의 기획자 조시 슈워츠가 기획한 십대 드라마 《가십걸》의 시즌 2 3편에 홀랜드가 출연한다고 알렸다. 홀랜드는 테일러 맘슨의 배역과 친구가 되고 사고를 일으킨 반항적인 16살 모델 역을 연기했다. 2010년 3월 홀랜드는 2010년 3월 29일에 방영된, 시즌 3의 16번째 에피소드 "The Empire Strikes Jack"으로 재출연했다.
2010년 5월에 스퀘어 에닉스는 홀랜드가 북미에서 2010년 9월 7일에 발매된 플레이스테이션 포터블 타이틀, 《킹덤 하츠 버스 바이 슬립》에서 아쿠아 역의 목소리를 녹음할 것이라 알렸다. 같은 해 홀랜드는 건방진 십대 역할을 연기한 세기말 스릴러 영화 《리전》에서 그의 첫 대형 스튜디오 제작 영화에 출연했다. 그는 1971년에 개봉한 동명의 영화의 리메이크 작인 《스트로우 독스》에서 10대 유혹녀 재니스 헤든 역을 연기했다. 그 영화는 2011년 9월이 개봉했다.
2012년 2월 홀랜드는 코믹북 《그린 애로우》를 원작으로 한 The CW 액션 어드벤처 드라마 《애로우 어둠의 기사》에 캐스팅되었고, 올리버 퀸 / 그린 애로우의 여동생 테아 퀸 / 스피디를 연기했다. 그는 시즌 6 기간인 2018년까지 드라마의 정규 출연진으로 있었다.
2012년 4월에 개봉한 영화 《타이거 아이스》에서 홀랜드는 데이비 웨슬러로 출연했다. 영화는 주디 블럼이 쓴 1981년 동명의 소설을 원작으로 했다.

## 출연작
| 연도 | 제목                            | 역할                   | 주석       |
| ---- | ------------------------------- | ---------------------- | ---------- |
| 2001 | 오디너리 매드니스               | Young Faye             |            |
| 2008 | 가든 파티                       | April                  |            |
| 2008 | 미들 오브 노웨어                | Taylor Elizabeth Berry |            |
| 2008 | 제노바                          | Kelly                  |            |
| 2010 | 리전                            | Audrey Anderson        |            |
| 2010 | 체이싱 3000                     | Jamie                  |            |
| 2010 | Humanity's Last Line of Defense | 본인                   | 다큐멘터리 |
| 2011 | 스트로우 독스                   | Janice Heddon          |            |
| 2012 | 타이거 아이스                   | Davey Wexler           |            |
| 2016 | Blood in the Water              | Veronica               |            |

| 연도      | 제목         | 배역                | 참고                                         |
| --------- | ------------ | ------------------- | -------------------------------------------- |
| 2005      | The Comeback | Kalla               | 에피소드: "Valerie Hangs with the Cool Kids" |
| 2005–2007 | The O.C.     | Kaitlin Cooper      | 조연 (시즌 3); 주연 (시즌 4)                 |
| 2008–2012 | 가십 걸      | Agnes Andrews       | 조연, 5편                                    |
| 2012–2019 | 애로우       | 테아 퀸 / 스피디    | 주연 (시즌 1–6); 특별 게스트 출연 (시즌 7)   |
| 2015–2016 | 플래시       | Thea Queen / Speedy | 특별 카메오 출연; 2편                        |

| 연도 | 제목                                                  | 역할      | 참고                                                                    |
| ---- | ----------------------------------------------------- | --------- | ----------------------------------------------------------------------- |
| 2006 | 스카페이스 : 더 월드 이즈 유어즈                      | 여러 역할 | 크레딧 미등장                                                           |
| 2010 | 킹덤 하츠 버스 바이 허트                              | 아쿠아    |                                                                         |
| 2012 | 킹덤 하츠 3D: 드림 드롭 디스턴스                      | Aqua      |                                                                         |
| 2014 | 킹덤 하츠 버스 바이 슬립 파이널 믹스                  | Aqua      | New footage for Final Mix-exclusive Secret Episode and archived footage |
| 2017 | 킹덤 하츠 0.2: 버스 바이 스텝 – A Fragmentary Passage | Aqua      |                                                                         |
| 2019 | 킹덤 하츠 III                                         | Aqua      |                                                                         |

| 연도 | 제목                        | 아티스트        |
| ---- | --------------------------- | --------------- |
| 2008 | "Keep Me Up All Night"      | The Glitterati  |
| 2010 | "Fearless Love"             | 멀리사 에서리지 |
| 2011 | "8050 (Too Fast, Too Slow)" | White Arrows    |

## 수상 및 후보
| 연도 | 상                                        | 후보작                          | 결과 | 각주   |
| ---- | ----------------------------------------- | ------------------------------- | ---- | ------ |
| 2006 | 스파이크 비디오 게임 어워드 우수 캐스팅상 | 스카페이스: 디 월드 이스 유어스 | 후보 |        |
| 2012 | 보스턴 국제 영화제 여우주연상             | 타이거 아이스                   | 수상 | [ 18 ] |